# Тиссэ, Эдуард Казимирович
Эдуа́рд Казими́рович Тиссэ́ (латыш. Eduards Tisē; 1 [13] апреля 1897, Либава — 18 ноября 1961, Москва) — советский кинооператор. Заслуженный деятель искусств РСФСР (1935), заслуженный деятель искусств Латвийской ССР (1947). Лауреат трёх Сталинских премий первой степени (1946, 1949, 1950).

## Биография
Родился в Либаве (ныне — Лиепая) в Латвии. В 1913 году окончил мореходное училище и по совету кузена поступил в частную студию живописи и фотографии в Либаве. Там он посещал лекции по истории искусств профессора Эрнста Гренцинга, — тот и поручил Тиссэ съёмку на привезённую им кинокамеру «Пате». Сначала снимал первые латышские документальные и хроникальные фильмы, а с началом Первой мировой войны, заставившей покинуть Либаву, — военную кинохронику. Был ранен, отравлен ядовитыми газами.
Участник Гражданской войны. В 1918 году снимал кинохронику для Московского кинокомитета. С сентября по ноябрь 1918 года был начальником штаба Экспедиционного партизанского отряда Всероссийского центрального исполнительского комитета. В 1919—1923 годах снимал важнейшие военные события на Урале, в Поволжье, Сибири и Крыму как оператор Всероссийского кинофотоотдела, затем Кинокомитета и Госкино. Тиссэ не только снимал, за эти годы им было смонтировано около двухсот частей кинохроники.
С 1921 года преподавал операторское мастерство в Государственной школе кинематографии (ныне — ВГИК).
В 1924 году на Первой кинофабрике «Госкино» на пробах к фильму «Стачка» поддержал Сергея Эйзенштейна, делавшего первые шаги в кино, и в дальнейшем был оператором всех его фильмов. По мнению писателя Валентина Катаева:
Эйзенштейн нашёл в Тиссе непревзойдённого мастера живой фотографии, сумевшего превратить это ремесло в настоящее искусство, где каждый кадр представлял из себя маленький графический шедевр — вполне законченную картину с великолепной композицией и безупречным распределением светотени.
Из практики кинодокументалистики для художественного кино Тиссэ перенял очень многое: стремление схватить кульминационные моменты, остроту ви́дения и умение передавать масштаб происходящего, съёмку с движения, насыщенное внутрикадровое движение.
 Из отзывов советской прессы на выход «Стачки»:

Тиссэ, и до сих пор считавшийся одним из лучших операторов кино, в этой картине выказал исключительную для наших нищенских средств технику, дав прекрасный свет, удачные углы зрения, чёткие контуры, моментами буквально стереофотографию.
— Николай Лебедев, «Кино-газета» № 12 1925
В последующем Тиссе снимал также с Григорием Александровым и другими режиссёрами. В 1930—1932 годах вместе с С. Эйзенштейном и Г. Александровым был в зарубежной поездке (посетил Англию, Францию, Германию, Голландию, Бельгию, Швейцарию, США, Мексику) в связи с изучением техники звукового кино и съёмками фильма «Да здравствует Мексика!».
Член ВКП(б) с 1940 года.
Скончался 18 ноября 1961 года. Похоронен на Новодевичьем кладбище (участок № 8).

### Семья
- жена — Бианка Петровна Тиссэ (1921—2005)[5];
  - дочь — Элеонора Эдуардовна Тиссэ (род. 1947), оператор, с 1975 года живёт в Норвегии[2][13].

## Фильмография

### Оператор
Документальные
- 1918 — Кинонеделя № 28 (совместно с А. Винклером, Г. Лембергом)
- 1918 — Разоружение московских анархистов (совместно с П. Новицким)
- 1918 — Сигнал (совместно с И. Доредом)
- 1919 — Взятие Оренбурга и освобождение Урала
- 1919 — Похороны Я. М. Свердлова (в соавторстве)
- 1920 — II-й Конгресс Коминтерна (в соавторстве)
- 1920 — Разгром Врангеля (совместно с П. Новицким)
- 1920 — Так быть не должно
- 1921 — Голод… голод… голод
- 1924 — Кремль в прошлом и настоящем
- 1925 — Золотой запас
- 1925 — Киноправда № 21 (в соавторстве)
- 1925 — Лицом к селу (совместно с П. Новицким)
- 1925 — Медвежья свадьба (оператор пролога)
- 1929 — Женская беда — женское счастье / Горе и радость женщины / Frauennot — Frauenglück (Швейцария)
- 1931 — Землетрясение в Оахаке (Мексика)
- 1933 — Москва — Кара-кум — Москва (совместно с Р. Карменом)
- 1933 — Страна Советов (совместно с Б. Петровым)
- 1940 — Бессарабия
- 1948 — Владимир Ильич Ленин (в соавторстве)

Игровые
- 1920 — На мужицкой земле
- 1921 — Серп и молот
- 1924 — Старец Василий Грязнов
- 1924 — Стачка (совместно с В. Хватовым)
- 1924 — Тёплая компания (совместно с А. Рылло)
- 1925 — Броненосец «Потёмкин» (совместно с В. Поповым)
- 1925 — Еврейское счастье (совместно с В. Хватовым, И. Струковым)
- 1928 — Октябрь
- 1929 — Старое и новое (совместно с В. Поповым)
- 1929 — Штурм Ла-Сарраза / The Storming of La Sarraz
- 1929—1930 — Сентиментальный романс / Le Romance sentimentale (Франция)
- 1932 — Да здравствует Мексика! (Мексика)
- 1935 — Аэроград (совместно с М. Гиндиным, Н. Смирновым)
- 1937 — Бежин луг (не завершён)
- 1938 — Александр Невский
- 1945 — Иван Грозный. 1-я серия (натурные съёмки)
- 1946 — В горах Югославии
- 1946 — Иван Грозный. 2-я, 3-я серии (натурные съёмки)
- 1948 — Возвращение с победой
- 1949 — Встреча на Эльбе
- 1952 — Композитор Глинка
- 1953 — Серебристая пыль

### Актёр
- 1928 — Октябрь — немец

### Режиссёр
- 1929 — Женская беда — женское счастье / Горе и радость женщины / Frauennot — Frauenglück (Швейцария)
- 1933 — Москва — Кара-кум — Москва (совместно с Р. Карменом, М. Гоморовым)
- 1956 — Бессмертный гарнизон (совместно с З. Аграненко)

## Награды и премии
- заслуженный деятель искусств РСФСР (1935)[3];
- два ордена Трудового Красного Знамени (01.02.1939; 06.03.1950)[5][14];
- МКФ в Локарно (1946) — Приз за лучшую операторскую работу, фильм «Иван Грозный». 1-я серия;
- заслуженный деятель искусств Латвийской ССР (1947)[9];
- Сталинская премия первой степени (1946) — за 1-ю серию фильма «Иван Грозный» (1944)[9];
- Сталинская премия первой степени (1949) — за фильм «Владимир Ильич Ленин» (1948)[9][15];
- Сталинская премия первой степени (1950) — за фильм «Встреча на Эльбе» (1949)[9];
- Почётный диплом МКФ в Венеции (1956) — за фильм «Бессмертный гарнизон» (1956).

## Публикации
- Тиссэ Эдуард. Техническая база американского кино // Пролетарское кино : журнал. — 1932. — № 15—16. — С. 45—51.
- Нильсен В., Тиссэ Э. О творчестве кинооператора // Советское кино : журнал. — 1933. — № 7. — С. 58—65.
- Нильсен В. С. Техника комбинированной киносъёмки / Под ред. Э. Тиссэ. — М.: Гизлегпром, 1933. — 138 с..

## Память
- именем Эдуарда Тиссэ названа улица в районе Эзеркраст в Лиепае[2];
- мемориальная доска на доме 5/3 по Кутузовскому проспекту в Москве, где он жил последние годы[16].
- личный архив кинооператора — его переписка, творческие записи к съёмкам, сценарии, рисунки, фотографии в 2022 году передан его дочерью Элеонорой Тиссэ в Российский государственный архив литературы и искусства[17].

## Комментарии
1. ↑  По происхождению Тиссэ был из литовцев, хотя и родился в Латвии[1]:

Его настоящая фамилия Николайтис. А Тиссэ — это псевдоним, образованный из окончания фамилии — «тис» — и первой буквы имени — «э». А удвоение «с», вероятно, для благозвучия.
— Наум Клейман, историк кино «Коммерсантъ» № 51 12 апреля 1997[1]
2. ↑  В некоторых интернет-источниках Э. Тиссэ упоминается как оператор Военно-кинематографического отдела Скобелевского комитета[5], но документальных подтверждений тому нет; Московский кинокомитет унаследовал киномощности Скобелевского просветительного комитета, ликвидированного в апреле 1918 года[6].
3. ↑  

…заслуга Тиссэ состоит в том, что он сразу поверил в Эйзенштейна. С первыми своими съёмками в «Стачке» режиссёр, будучи незнакомым с кино и не имея кинообразования, не смог справиться, потерялся от новой технологии. Дебютант всегда совершает ошибки. Руководство Первой фабрики Госкино было обескуражено, а Тиссэ дал подписку: Эйзенштейн — талантливый человек, и он, Тиссэ, гарантирует, что тот быстро научится.
— Наум Клейман, историк кино «Коммерсантъ» № 51 12 апреля 1997[1]